# María Ángeles Escrivá Sirera
María Ángeles Escrivá Sirera (València, 1966) és una periodista, actual cap de redacció del diari El Mundo. S'ha especialitzat en la investigació sobre ETA des dels anys 90. Ha col·laborat amb mitjans com la Cadena Ser. Va publicar el llibre ETA: el camino de vuelta.

## Publicacions
- 1998 - El camino de vuelta: La larga marcha de los reinsertados de ETA (El País, Aguilar, ISBN 978-8403593787)
- 2006 - ETA: El Camino de Vuelta (Seix Barral, ISBN 978-8432296734)
- 2012 - Maldito el país que necesita héroes: Cómo los demócratas acabaron con ETA[2]